# 5559 Beategordon
Az 5559 Beategordon (ideiglenes jelöléssel (5559) 1990 MV) a Naprendszer kisbolygóövében található aszteroida. Eleanor F. Helin fedezte fel 1990. június 27-én.